# Historikerstreit
La Historikerstreit (pronunciación en alemán: /hɪsˈtoːʁɪkɐˌʃtʁaɪt/ⓘ; en español, Disputa de los historiadores) fue un debate intelectual y político que tuvo lugar en la antigua República Federal de Alemania (RFA, Alemania Occidental) a mediados de la década de 1980, y que giró en torno a la interpretación del devenir político de Alemania durante el nazismo, y a cómo se debía entender el surgimiento de tal ideología y su ascenso al poder en la década de 1930.
A principios del siglo XXI, ha vuelo a surgir un debate similar tras la concesión de un premio literario a Ernst Nolte, quien fue uno de los primeros en publicar y mantener tesis revisionistas con respecto al tema. El centro de la disputa fue protagonizado por Nolte y el filósofo alemán Jürgen Habermas, quien se opuso a las tesis del primero.

## Origen
Si bien el origen directo del debate fue a causa de la publicación de un artículo de Nolte en el Frankfurter Allgemeine Zeitung bajo el título „Die Vergangenheit, die nicht vergehen will“ («El pasado que no quiere ser olvidado») el 6 de junio de 1986 (fecha significativa por ser el aniversario del Desembarco de Normandía), casi desde la inmediata posguerra se venía intentado resolver la cuestión del nacionalsocialismo y lo que se llamó la «catástrofe alemana». 
Desde la historiografía conservadora alemana se había creado la imagen de la Historia de Alemania como un camino (sonderweg) por el cual se desarrollaba el estado y la sociedad alemanas, una concepción de fuerte signo historicista y conservador, en el cual no había lugar para el nazismo, que era considerado por estos historiadores (Gerhard Ritter entre otros) como algo fuera de ese camino, producto de un grupo de criminales. En la década de los sesenta, causó gran impacto una obra del historiador alemán Fritz Fischer acerca de la Primera Guerra Mundial, en la que mantenía la tesis de que el II Reich alemán llevó a cabo una política militarista y beligerante que provocó la contienda de 1914–1918. En esta misma línea se observaba que el nazismo no estaba fuera del camino alemán, sino que era una consecuencia inevitable del desarrollo de esa política. Esta tesis fue mantenida y confirmada por trabajos posteriores como los de Hans Rosenberg, que revolucionaron la historiografía alemana del momento sentando las bases de la llamada «Historia Social Alemana».
La historiografía conservadora reaccionó ante estas nuevas tesis y se desarrolló la idea de que los crímenes del nazismo eran una reacción a los crímenes de Stalin en la Unión Soviética, e incluso que el totalitarismo era producto de la barbarie asiática introducida en Europa. Historiadores como Andreas Hillgruber y Michael Stürmer defendían esta postura reacia a aceptar que el nazismo fuese la culminación de la trayectoria histórica de Alemania desde finales del XIX y principios del XX. En este ambiente fue publicado el artículo de Nolte y se desencadenó la polémica.

## Uso público de la Historia
Uno de los más importantes frutos de este debate, y de las reflexiones tanto a nivel político, historiográfico y filosófico, fue el término acuñado por Habermas, uso público de la Historia, que ha supuesto uno de los ejes centrales para el estudio e investigaciones historiográficas en la actualidad.